# Scherma ai Giochi della IX Olimpiade - Sciabola a squadre maschile
La competizione della sciabola a squadre maschile  di scherma ai Giochi della IX Olimpiade si tenne i giorni 8 e 9 agosto 1928 presso lo Schermzaal di Amsterdam. 

## Risultati

### 1 Turno
Le prime due squadre classificate di ogni gruppo furono ammesse alle semifinali.

#### Gruppo 1
Classifica
| Pos. | Nazione | Vittorie | VI | SI | Incontri          | Incontri           | Incontri          | Incontri |
| Pos. | Nazione | Vittorie | VI | SI | Italia (bandiera) | Francia (bandiera) | Grecia (bandiera) |          |
| ---- | ------- | -------- | -- | -- | ----------------- | ------------------ | ----------------- | -------- |
| 1    | Italia  | 1        | 16 | 0  | X                 | ND                 | 16-0              |          |
| 1    | Francia | 1        | 13 | 3  | ND                | X                  | 13-3              |          |
| 3    | Grecia  | 0        | 3  | 29 | 0-16              | 3-13               | X                 |          |

Incontri
| Atleti (Vittorie individuali)                                                                          | Nazione            | VT | VT | Nazione           | Atleti (Vittorie individuali)                                                                          |
| --- | ------------------ | -- | -- | ----------------- | --- |
| René Fristeau (3), Roger Ducret (2) Jean Lacroix (4), Maurice Taillandier (4)                          | Francia (bandiera) | 15 | 3  | Grecia (bandiera) | Georgios Ambet (1), Konstantinos Botasis (0) Tryfon Triantafyllakos (1), Konstantinos Nikolopoulos (1) |
| Georgios Ambet (0), Konstantinos Botasis (0) Tryfon Triantafyllakos (0), Konstantinos Nikolopoulos (0) | Grecia (bandiera)  | 0  | 16 | Italia (bandiera) | Renato Anselmi (4), Emilio Salafia (4) Gustavo Marzi (4), Giulio Sarrocchi (4)                         |

#### Gruppo 2
Classifica
| Pos. | Nazione       | Vittorie | VI | SI | Incontri           | Incontri            | Incontri                 | Incontri               |
| Pos. | Nazione       | Vittorie | VI | SI | Polonia (bandiera) | Ungheria (bandiera) | Gran Bretagna (bandiera) | Stati Uniti (bandiera) |
| ---- | ------------- | -------- | -- | -- | ------------------ | ------------------- | ------------------------ | ---------------------- |
| 1    | Polonia       | 2        | 20 | 12 | X                  | ND                  | 11-5                     | 9-7                    |
| 1    | Ungheria      | 2        | 27 | 5  | ND                 | X                   | 13-3                     | 14-2                   |
| 3    | Gran Bretagna | 0        | 8  | 24 | 5-11               | 3-13                | X                        | ND                     |
| 3    | Stati Uniti   | 0        | 9  | 23 | 7-9                | 2-14                | ND                       | X                      |

Incontri
| Atleti (Vittorie individuali)                                                      | Nazione                  | VT | VT | Nazione                | Atleti (Vittorie individuali)                                                      |
| ---------------------------------------------------------------------------------- | ------------------------ | -- | -- | ---------------------- | ---------------------------------------------------------------------------------- |
| Edward Brookfield (1), Archibald Corble (1) Charles Notley (1), Guy Harry (2)      | Gran Bretagna (bandiera) | 5  | 11 | Polonia (bandiera)     | Tadeusz Friedrich (1), Kazimierz Laskowski (2) Władysław Segda (4), Adam Papée (4) |
| Attila Petschauer (4), János Garay (4) Gyula Glykais (4), József Rády (2)          | Ungheria (bandiera)      | 14 | 2  | Stati Uniti (bandiera) | Nickolas Muray (1), Norman Cohn-Armitage (0) Ervin Acel (0), John Huffman (1)      |
| Archibald Corble (0), Guy Harry (2) Robin Jeffreys (1), Henry Forrest (0)          | Gran Bretagna (bandiera) | 3  | 13 | Ungheria (bandiera)    | Ödön von Tersztyánszky (3), Sándor Gombos (2) Gyula Glykais (4), József Rády (4)   |
| Tadeusz Friedrich (3), Kazimierz Laskowski (1) Władysław Segda (2), Adam Papée (3) | Polonia (bandiera)       | 9  | 7  | Stati Uniti (bandiera) | Arthur Lyon (1), Nickolas Muray (3) John Huffman (2), Harold Van Buskirk (1)       |

#### Gruppo 3
Classifica
| Pos. | Nazione     | Vittorie | VI       | SI       | Incontri               | Incontri           |
| Pos. | Nazione     | Vittorie | VI       | SI       | Paesi Bassi (bandiera) | Turchia (bandiera) |
| ---- | ----------- | -------- | -------- | -------- | ---------------------- | ------------------ |
| 1    | Paesi Bassi | 1        | 14       | 2        | X                      | 14-2               |
| 2    | Turchia     | 0        | 2        | 14       | 2-14                   | X                  |
| -    | Cuba        | 0        | Ritirata | Ritirata | Ritirata               | Ritirata           |

Incontri
| Atleti (Vittorie individuali)                                                      | Nazione                | VT | VT | Nazione            | Atleti (Vittorie individuali)                                          |
| ---------------------------------------------------------------------------------- | ---------------------- | -- | -- | ------------------ | ---------------------------------------------------------------------- |
| Cornelis Ekkart (4), Hendrik Hagens (4) Maarten van Dulm (3), Jan van der Wiel (3) | Paesi Bassi (bandiera) | 14 | 2  | Turchia (bandiera) | Muhuttin Okyavuz (0), Fuat Balkan (0) Nami Yayak (1), Enver Balkan (1) |

#### Gruppo 4
Classifica
| Pos. | Nazione  | Vittorie | VI | SI | Incontri          | Incontri            | Incontri        | Incontri |
| Pos. | Nazione  | Vittorie | VI | SI | Belgio (bandiera) | Germania (bandiera) | Cile (bandiera) |          |
| ---- | -------- | -------- | -- | -- | ----------------- | ------------------- | --------------- | -------- |
| 1    | Belgio   | 1        | 10 | 6  | X                 | 0-0                 | 10-6            |          |
| 1    | Germania | 1        | 11 | 5  | 0-0               | X                   | 11-5            |          |
| 3    | Cile     | 0        | 11 | 21 | 6-10              | 5-11                | X               |          |

Incontri
| Atleti (Vittorie individuali)                                                    | Nazione           | VT | VT | Nazione             | Atleti (Vittorie individuali)                                              |
| -------------------------------------------------------------------------------- | ----------------- | -- | -- | ------------------- | -------------------------------------------------------------------------- |
| Joseph Stordeur (1), Marcel Cuypers (3) Jacques Kesteloot (4), Édouard Yves (2)  | Belgio (bandiera) | 10 | 6  | Cile (bandiera)     | Jorge Garretón (1), Oscar Novoa (2) Efrain Díaz (0), Tomás Goyoaga (3)     |
| Jorge Garretón (2), Abelardo Castro (0) Tomás Goyoaga (2), Nemoroso Riquelme (1) | Cile (bandiera)   | 5  | 11 | Germania (bandiera) | Erwin Casmir (3), Heinrich Moos (3) Hans Halberstadt (2), Hans Thomson (3) |

### 2 Turno
Le prime due squadre classificate di ogni gruppo furono ammesse alla finale.

#### Gruppo 1
Classifica
| Pos. | Nazione     | Vittorie | VI | SI | Incontri          | Incontri           | Incontri               | Incontri          |
| Pos. | Nazione     | Vittorie | VI | SI | Italia (bandiera) | Polonia (bandiera) | Paesi Bassi (bandiera) | Belgio (bandiera) |
| ---- | ----------- | -------- | -- | -- | ----------------- | ------------------ | ---------------------- | ----------------- |
| 1    | Italia      | 2        | 28 | 4  | X                 | 16-0               | 12-4                   | ND                |
| 2    | Polonia     | 2        | 18 | 27 | 0-16              | X                  | 9-4                    | 9-7               |
| 3    | Paesi Bassi | 1        | 18 | 27 | 4-12              | 4-9                | X                      | 10-6              |
| 4    | Belgio      | 0        | 13 | 19 | ND                | 7-9                | 6-10                   | X                 |

Incontri
| Atleti (Vittorie individuali)                                                          | Nazione                | VT | VT | Nazione                | Atleti (Vittorie individuali)                                                            |
| -------------------------------------------------------------------------------------- | ---------------------- | -- | -- | ---------------------- | ---------------------------------------------------------------------------------------- |
| Renato Anselmi (3), Bino Bini (3) Giulio Sarrocchi (2), Oreste Puliti (4)              | Italia (bandiera)      | 12 | 4  | Paesi Bassi (bandiera) | Jan van der Wiel (1), Arie de Jong (1) Henri Wijnoldy-Daniëls (1), Cornelis Ekkart (1)   |
| Tadeusz Friedrich (2), Kazimierz Laskowski (2) Władysław Segda (2), Adam Papée (3)     | Polonia (bandiera)     | 9  | 7  | Belgio (bandiera)      | Gaston Kaanen (2), Marcel Cuypers (0) Édouard Yves (3), Jacques Kesteloot (2)            |
| Renato Anselmi (4), Gustavo Marzi (4) Emilio Salafia (4), Bino Bini (4)                | Italia (bandiera)      | 16 | 0  | Polonia (bandiera)     | Aleksander Małecki (0), Jerzy Zabielski (0) Kazimierz Laskowski (0), Władysław Segda (0) |
| Cornelis Ekkart (3), Jan van der Wiel (1) Arie de Jong (4), Henri Wijnoldy-Daniëls (2) | Paesi Bassi (bandiera) | 10 | 6  | Belgio (bandiera)      | Joseph Stordeur (1), Jacques Kesteloot (1) Édouard Yves (3), Gaston Kaanen (1)           |
| Cornelis Ekkart (1), Henri Wijnoldy-Daniëls (1) Jan van der Wiel (0), Arie de Jong (2) | Paesi Bassi (bandiera) | 4  | 9  | Polonia (bandiera)     | Tadeusz Friedrich (3), Aleksander Małecki (2) Kazimierz Laskowski (1), Adam Papée (3)    |

#### Gruppo 2
Classifica
| Pos. | Nazione  | Vittorie | VI | SI | Incontri            | Incontri            | Incontri           | Incontri           |
| Pos. | Nazione  | Vittorie | VI | SI | Ungheria (bandiera) | Germania (bandiera) | Francia (bandiera) | Turchia (bandiera) |
| ---- | -------- | -------- | -- | -- | ------------------- | ------------------- | ------------------ | ------------------ |
| 1    | Ungheria | 2        | 24 | 8  | X                   | 12-4                | 12-4               | ND                 |
| 2    | Germania | 2        | 24 | 24 | 4-12                | X                   | 8+-8               | 12-4               |
| 3    | Francia  | 1        | 27 | 21 | 4-12                | 8-8+                | X                  | 15-1               |
| 4    | Turchia  | 0        | 5  | 27 | ND                  | 4-12                | 1-15               | X                  |

Incontri
| Atleti (Vittorie individuali)                                                      | Nazione             | VT     | VT     | Nazione             | Atleti (Vittorie individuali)                                                     |
| ---------------------------------------------------------------------------------- | ------------------- | ------ | ------ | ------------------- | --------------------------------------------------------------------------------- |
| Attila Petschauer (4), Ödön von Tersztyánszky (4) János Garay (2), József Rády (2) | Ungheria (bandiera) | 12     | 4      | Germania (bandiera) | Erwin Casmir (1), Heinrich Moos (1) Hans Halberstadt (1), Hans Thomson (1)        |
| Jean Piot (4), Jean Lacroix (4) Paul Oziol de Pignol (3), René Fristeau (4)        | Francia (bandiera)  | 15     | 1      | Turchia (bandiera)  | Fuat Balkan (0), Enver Balkan (1) Muhuttin Okyavuz (0), Nami Yayak (0)            |
| Attila Petschauer (4), Sándor Gombos (3) Gyula Glykais (2), József Rády (3)        | Ungheria (bandiera) | 12     | 4      | Francia (bandiera)  | Roger Ducret (3), Paul Oziol de Pignol (0) Maurice Taillandier (0), Jean Piot (1) |
| Erwin Casmir (4), Heinrich Moos (3) Hans Halberstadt (2), Hans Thomson (3)         | Germania (bandiera) | 12     | 4      | Turchia (bandiera)  | Fuat Balkan (3), Enver Balkan (0) Muhuttin Okyavuz (0), Nami Yayak (1)            |
| Erwin Casmir (4), Heinrich Moos (2) Hans Halberstadt (1), Hans Thomson (1)         | Germania (bandiera) | 8 (64) | 8 (61) | Francia (bandiera)  | Maurice Taillandier (3), Roger Ducret (1) René Fristeau (3), Jean Lacroix (1)     |

### Girone Finale
Classifica
| Pos.    | Nazione  | Vittorie | VI | SI | Incontri            | Incontri          | Incontri           | Incontri            |
| Pos.    | Nazione  | Vittorie | VI | SI | Ungheria (bandiera) | Italia (bandiera) | Polonia (bandiera) | Germania (bandiera) |
| ------- | -------- | -------- | -- | -- | ------------------- | ----------------- | ------------------ | ------------------- |
| Oro     | Ungheria | 2        | 23 | 9  | X                   | 9-7               | 14-2               | ND                  |
| Argento | Italia   | 1        | 21 | 11 | 7-9                 | X                 | ND                 | 14-2                |
| Bronzo  | Polonia  | 1        | 11 | 21 | 2-14                | ND                | X                  | 9-7                 |
| 4       | Germania | 0        | 9  | 23 | ND                  | 2-14              | 7-9                | X                   |

Incontri
| Atleti (Vittorie individuali)                                                            | Nazione             | VT | VT | Nazione             | Atleti (Vittorie individuali)                                                          |
| ---------------------------------------------------------------------------------------- | ------------------- | -- | -- | ------------------- | -------------------------------------------------------------------------------------- |
| Erwin Casmir (1), Heinrich Moos (0) Hans Halberstadt (0), Hans Thomson (1)               | Germania (bandiera) | 2  | 14 | Italia (bandiera)   | Gustavo Marzi (4), Renato Anselmi (4) Giulio Sarrocchi (2), Bino Bini (4)              |
| Kazimierz Laskowski (0), Jerzy Zabielski (1) Władysław Segda (0), Aleksander Małecki (1) | Polonia (bandiera)  | 2  | 14 | Ungheria (bandiera) | Attila Petschauer (4), József Rády (3) János Garay (3), Sándor Gombos (4)              |
| Erwin Casmir (3), Heinrich Moos (2) Hans Halberstadt (1), Hans Thomson (1)               | Germania (bandiera) | 7  | 9  | Polonia (bandiera)  | Tadeusz Friedrich (4), Kazimierz Laskowski (1) Aleksander Małecki (3), Adam Papée (1)  |
| Gustavo Marzi (2), Bino Bini (2) Oreste Puliti (1), Renato Anselmi (2)                   | Italia (bandiera)   | 7  | 9  | Ungheria (bandiera) | Ödön von Tersztyánszky (1), Sándor Gombos (3) Attila Petschauer (4), Gyula Glykais (1) |